# NGC 6962
NGC 6962 is een balkspiraalstelsel in het sterrenbeeld Waterman. Het hemelobject werd op 12 augustus 1785 ontdekt door de Duits-Britse astronoom William Herschel.

## Synoniemen
- UGC 11628
- MCG 0-53-3
- ZWG 374.15
- KCPG 548A
- IRAS 20447+0008
- PGC 65375